# Carl Wilhelm Blüher
Carl Wilhelm Blüher (* 4. Januar 1790 in Geyer; † 4. Januar 1857 in Wolkenstein) war ein deutscher Jurist und Politiker.

## Leben und Wirken
Blüher wurde 1790 in Geyer als Sohn von Heinrich Wilhelm Blüher, Accisinspektor in Thum und Stadtschreiber der erzgebirgischen Bergstadt Geyer, und dessen erster Ehefrau Christiane Konkordia geb. Lechla geboren. Er besuchte ab 1803 die Landesschule Pforta. Er wurde Aktuar und Stadtrichter in Geyer. Als stellvertretender Abgeordneter des 11. städtischen Wahlkreises gehörte er 1836/37 und 1839/40 der II. Kammer des Sächsischen Landtags an; 1842/43 war er regulärer Abgeordneter des Wahlkreises.